# カライワシ目
カライワシ目（英: Elopiformes）は、硬骨魚類の分類群の一つ。2科2属9種で構成される小さなグループである。イセゴイ、アトランティック・ターポン、カライワシや多くの絶滅した魚類が含まれる。

## 概要
カライワシ目はウナギ目やフウセンウナギ目などと同様にカライワシ上目に属し、レプトケファルス幼生と呼ばれる特徴的な仔魚期を経て成長する。熱帯から亜熱帯の浅い海域に分布し、時に淡水・汽水域にも進出する。カライワシは日本列島において、東京湾に流れ込む東京都北区内の河川でも確認されている。
体型はイワシ類に似てやや細長い。腹鰭が腹の位置にあること、鱗が円鱗であること、鰓の開口部が広いことなどが本目魚類の特徴である。尾鰭は大きく二又に分かれる。

## 分類
カライワシ目はカライワシ科およびイセゴイ科の2科2属で構成される。ソトイワシ科やギス科を本目に含む分類もあるなど、分類体系には変化がみられる。

### カライワシ科

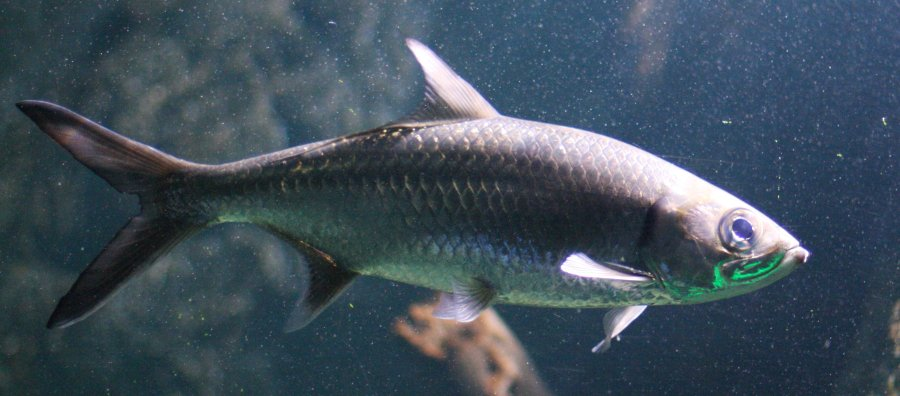
イセゴイ（Megalops cyprinoides）。腹鰭は背鰭の真下にある

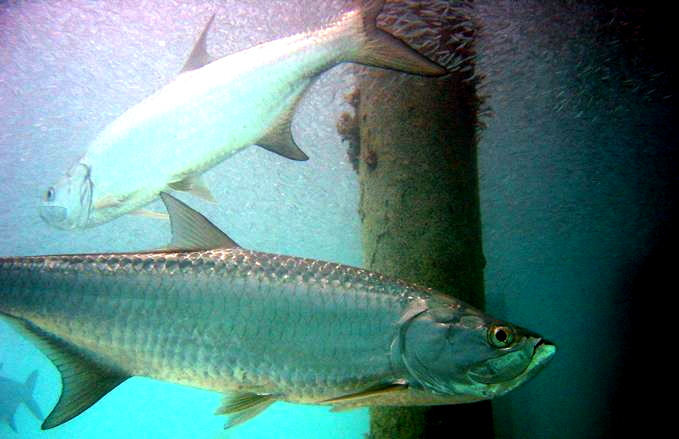
ターポン（Megalops atlanticus）。腹鰭は背鰭より前方にある

カライワシ科 Elopidae （ladyfish）は1属7種を含む。属以下の分類方法については知見が乏しく、研究者によって種の数に変動がみられる。
- カライワシ属 Elops
  - Elops affinis
  - カライワシ Elops hawaiensis
  - Elops lacerta
  - Elops machnata
  - タイセイヨウカライワシ Elops saurus
  - Elops senegalensis
  - Elops smithi

### イセゴイ科
イセゴイ科 Megalopidae は1属2種。背鰭の一番後ろの軟条が細長く伸びる点がカライワシ科と異なる。イセゴイは腹鰭の前端が背鰭の真下にあるのに対し、ターポンは背鰭より前に位置している。他の違いとしては背鰭の鰭条数、椎骨の数がイセゴイの方が多いことなどがある。
- イセゴイ属 Megalops
  - イセゴイ Megalops cyprinoides
  - ターポン Megalops atlanticus